# Club de Yates de Francia

Los socios del club arbolan como pabellón nacional un pabellón especial para embarcaciones de recreo específico del club.

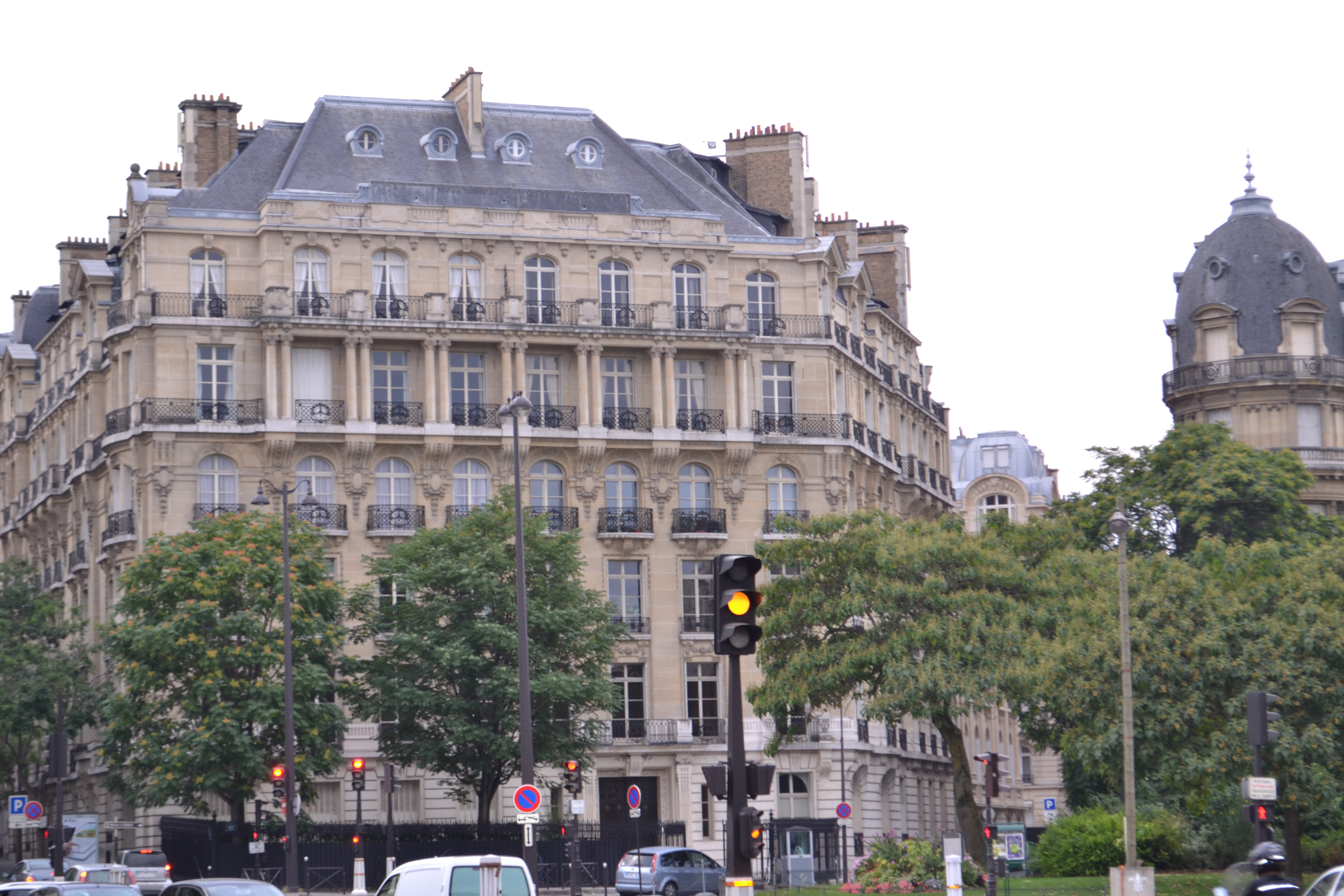
Sede social

El Club de Yates de Francia (YCF por las iniciales de su nombre oficial, Yacht Club de France) es un club náutico situado en París, Francia.
Fue fundado en 1867 bajo el patronazgo del monarca Napoleón III, y en 1907 se fusionó con la Société d'Encouragement pour la Navigation de Plaisance.
La regata más importante que organiza anualmente es la Copa Giraglia, entre Saint-Tropez y Génova librando Giraglia.
De su actividad deportiva destaca la presentación de tres desafíos en la Copa América. En la edición de 1983 con el equipo Défi Francais pour la Coupe de l'America, en la de 2013 con el Energy Team, y en la de 2017 con el Team France.